# Henryk Jabłoński

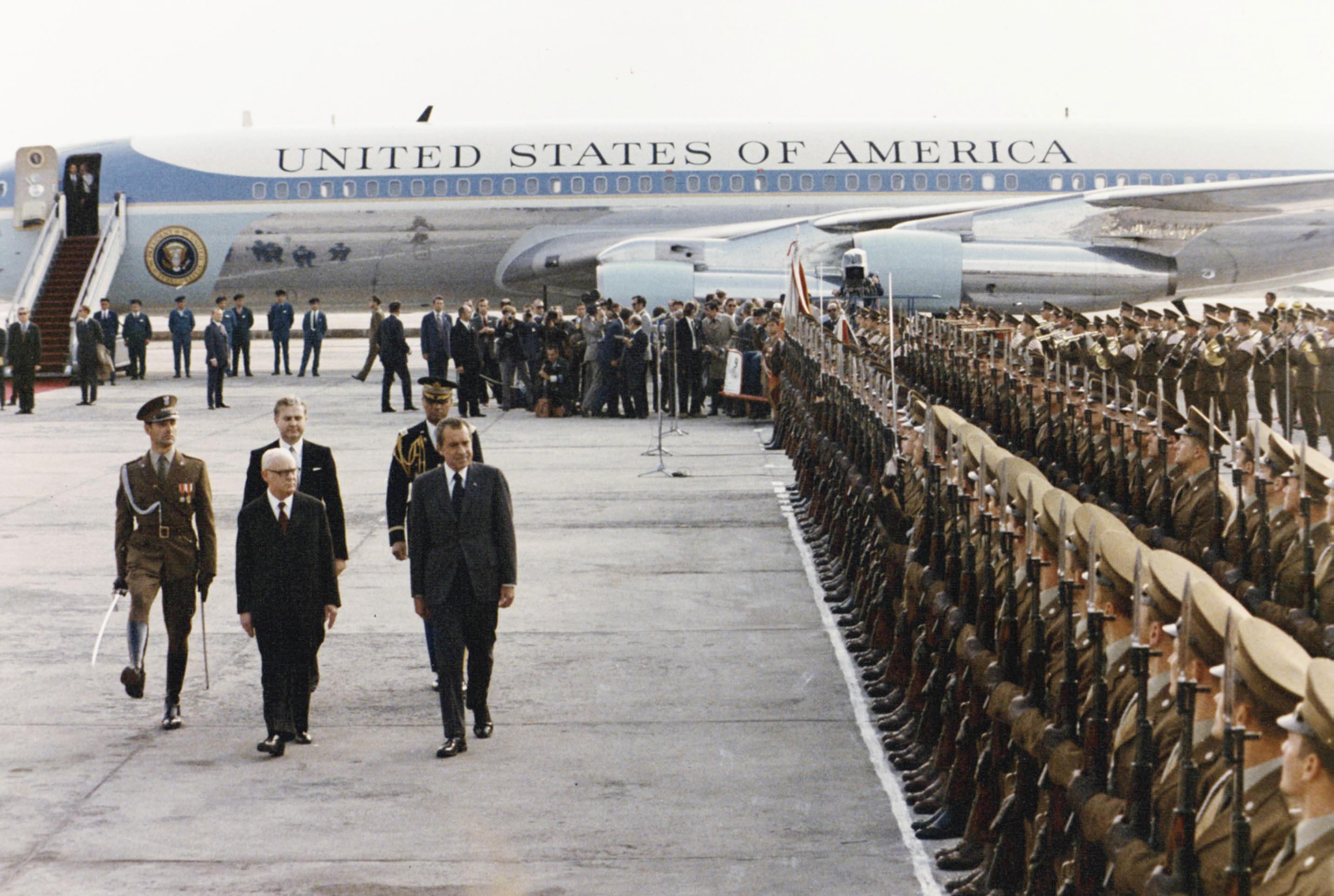
Henryk Jabłoński i prezydent Stanów Zjednoczonych Richard Nixon przed frontem kompanii honorowej na lotnisku Okęcie, Warszawa, 31 maja 1972

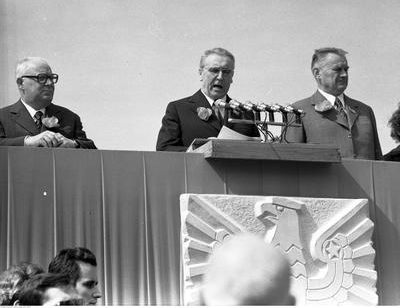
Od lewej: Henryk Jabłoński, Edward Gierek i Piotr Jaroszewicz na trybunie honorowej podczas pochodu 1-Majowego, 1973

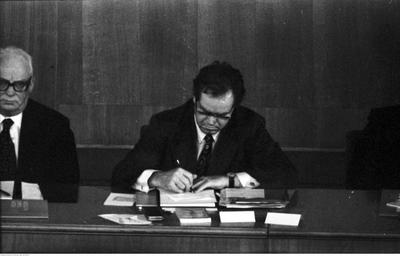
Henryk Jabłoński (z lewej) i Franciszek Szlachcic w prezydium I Krajowej Konferencji PZPR, październik 1973

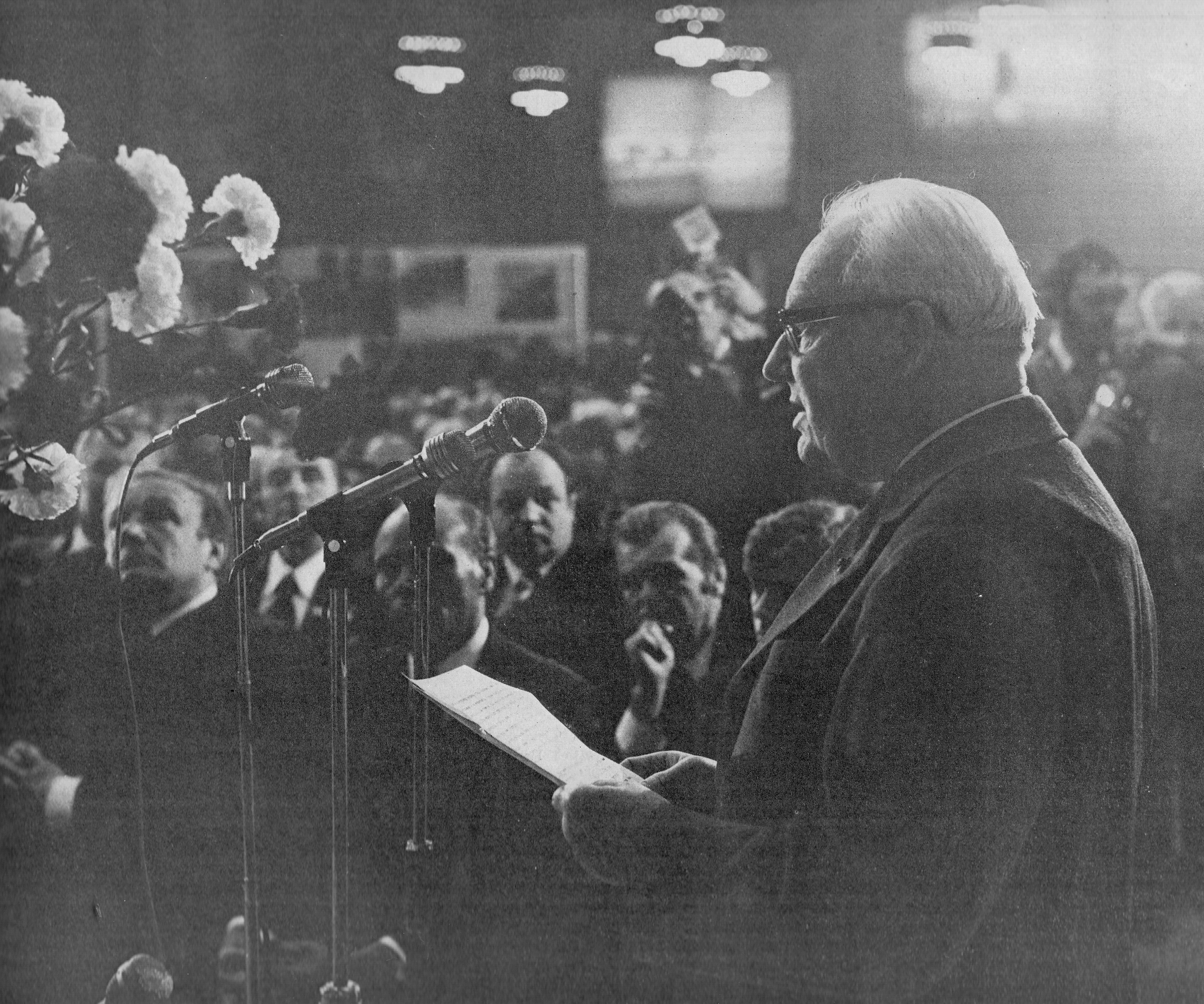
Henryk Jabłoński podczas uroczystego posiedzenia Obywatelskiego Komitetu Odbudowy Zamku Królewskiego w Warszawie, 19 lipca 1974

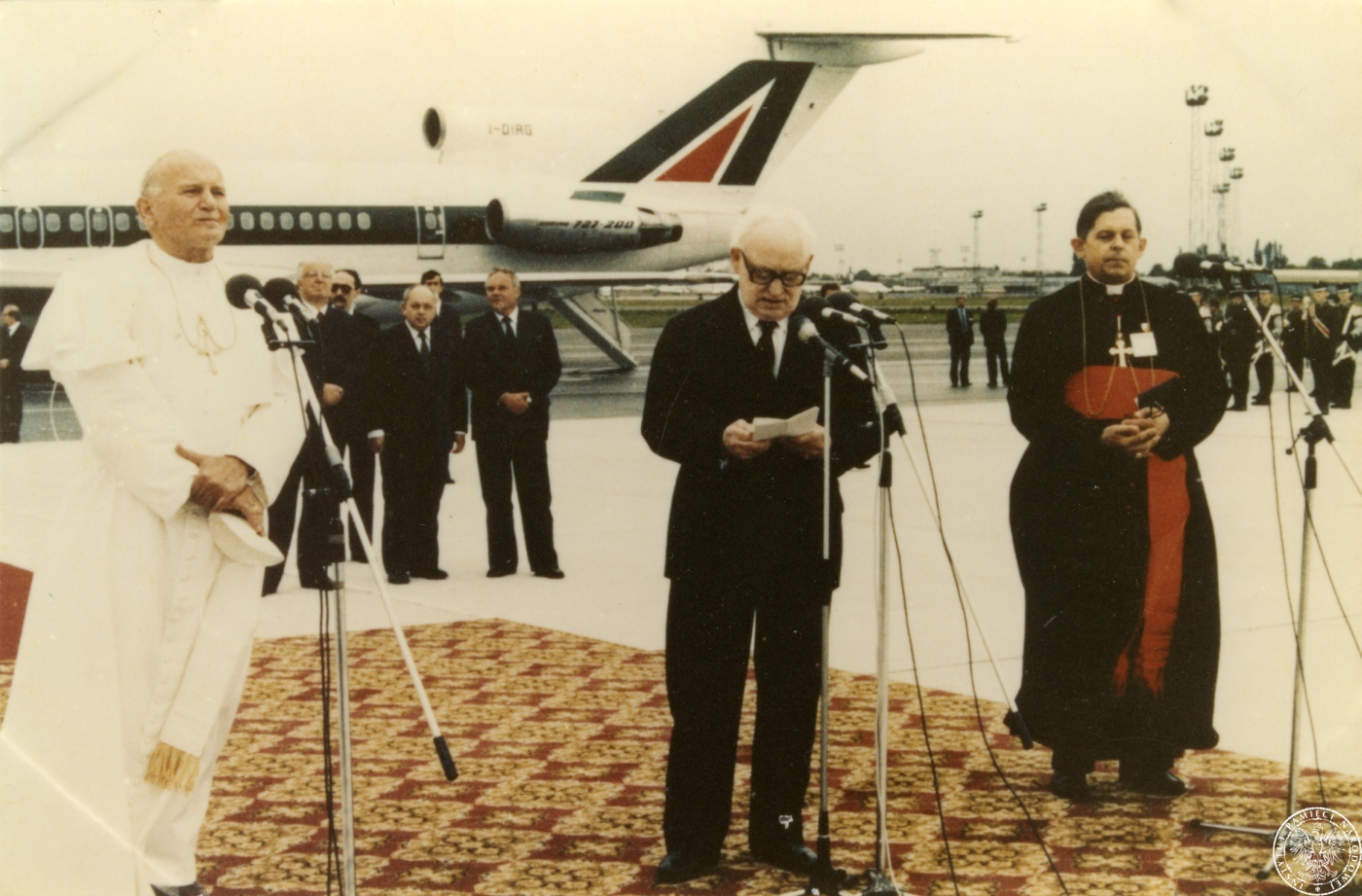
Henryk Jabłoński wita Papieża Jana Pawła II podczas drugiej pielgrzymki do Polski, Warszawa, 16 czerwca 1983. Z prawej prymas Polski kardynał Józef Glemp

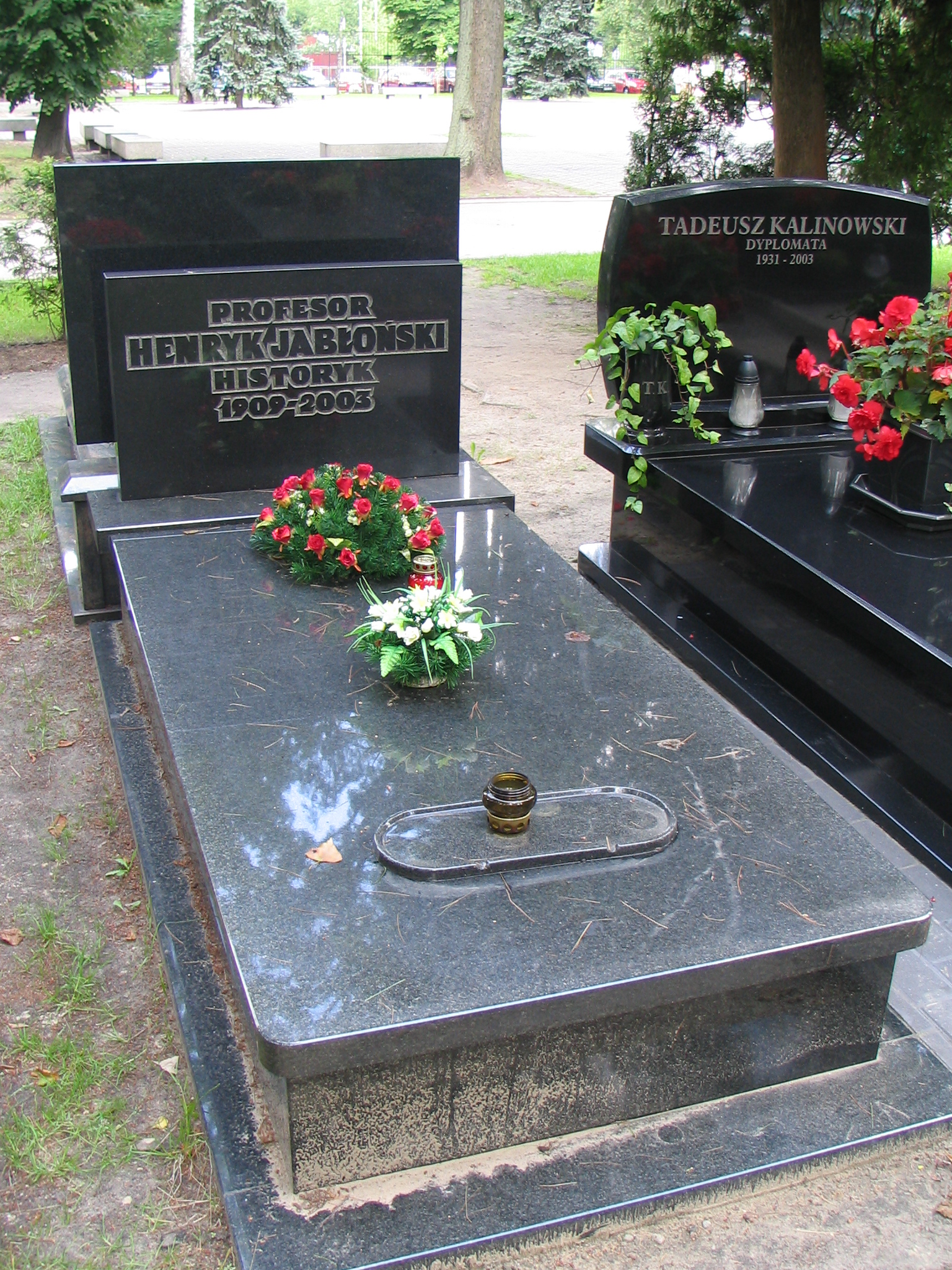
Grób Henryka Jabłońskiego na Cmentarzu Wojskowym na Powązkach w Warszawie

Henryk Jan Jabłoński (ur. 27 grudnia 1909 w Starym Waliszewie, zm. 27 stycznia 2003 w Warszawie) – polski historyk oraz polityk okresu PRL.
Profesor nauk historycznych, profesor Uniwersytetu Warszawskiego, członek Polskiej Akademii Nauk, generał brygady Wojska Polskiego w stanie spoczynku (1988), członek Biura Politycznego KC PZPR (1971–1981), członek Komitetu Centralnego PZPR (1948–1981, 1986–1990), poseł do Krajowej Rady Narodowej (1946–1947), a od 1947 do 1989 poseł na Sejm Ustawodawczy oraz na Sejm PRL I, II, III, IV, V, VI, VII, VIII i IX kadencji. Minister szkolnictwa wyższego (1965–1966), minister oświaty i szkolnictwa wyższego (1966–1972) oraz przewodniczący Rady Państwa (1972–1985). Prezes Rady Naczelnej Związku Bojowników o Wolność i Demokrację (1983–1990). Budowniczy Polski Ludowej.

## Życiorys
Syn Władysława Jabłońskiego (1882–1960) i Pelagii z domu Znajewskiej (1886–1980). Ukończył studia na Wydziale Historycznym UW. Od 1931 członek Polskiej Partii Socjalistycznej. Przed wojną był współpracownikiem Polskiego Słownika Biograficznego. 
Brał udział w kampanii wrześniowej w 1939. Po klęsce przedostał się do Francji. Podczas kampanii norweskiej jako podchorąży rezerwy Samodzielnej Brygady Strzelców Podhalańskich walczył w bitwie o Narwik. Później był członkiem ruchu oporu na terenie południowej Francji. W 1945 powrócił do kraju.
W latach 1945–1947 przewodniczący Zarządu Głównego Towarzystwa Uniwersytetu Robotniczego. W latach 1946–1950 profesor Akademii Nauk Politycznych w Warszawie, od 1946 prorektor tej uczelni. W latach 1946–1948 piastował znaczące funkcje w lubelskiej PPS (kierownik Wydziału Polityczno-Propagandowego CKW PPS, przewodniczący Wojewódzkiego i Stołecznego Komitetu PPS, sekretarz Centralnego Komitetu Wykonawczego PPS oraz jego wiceprzewodniczący, już od 1945 zasiadał w Radzie Naczelnej partii). Zwolennik połączenia PPS i Polskiej Partii Robotniczej.
Poseł do Krajowej Rady Narodowej (zgłoszony na IX sesji KRN 29 grudnia 1945 na wniosek PPS, ślubowanie złożył 2 stycznia 1946). Od 1947 do 1989 był posłem na Sejm Ustawodawczy oraz na Sejm PRL I, II, III, IV, V, VI, VII, VIII i IX kadencji. W latach 1985–1989 przewodniczący Sejmowej Komisji Obrony Narodowej.
W 1947 mianowano go profesorem nadzwyczajnym Uniwersytetu Warszawskiego, a w 1950 profesorem zwyczajnym nauk historycznych. Był członkiem zarządu Marksistowskiego Zrzeszenia Historyków. Od 1952 był członkiem korespondentem, a od 1956 członkiem rzeczywistym Polskiej Akademii Nauk. Wykładał także w  Wojskowej Akademii Politycznej (był tam promotorem prac doktorskich od 1961).
W okresie 1948–1981 zasiadał w Komitecie Centralnym PZPR. W latach 1947–1953 był podsekretarzem stanu w Ministerstwie Oświaty. W latach 1948–1950 zastępca przewodniczącego Rady Głównej Nauki i Szkolnictwa Wyższego. Od 1948 do 1954 zasiadał w Biurze Organizacyjnym KC PZPR.
W latach 1953–1955 sekretarz Wydziału I Nauk Społecznych PAN. Od 1955 do 1965 pełnił obowiązki sekretarza naukowego PAN, a w latach 1966–1971 wiceprezesa PAN. Członek Rady Redakcyjnej „Przeglądu Historycznego”, przewodniczący Rady Redakcyjnej periodyku „Materiały i studia do historii prasy i czasopiśmiennictwa polskiego”, członek Komitetu Redakcyjnego biuletynu PAN „Nauka Polska”.
Zaliczany do byłych członków PPS zbliżonych do nieoficjalnej frakcji „puławian” podczas walki o władzę w kierownictwie PZPR w latach pięćdziesiątych.
W latach 1965–1966 minister szkolnictwa wyższego, następnie w latach 1966–1972 minister oświaty i szkolnictwa wyższego (podpisywał decyzje o relegowaniu „nieprawomyślnych” studentów po marcu 1968, m.in. Adama Michnika).
Od grudnia 1970 zastępca członka, a w latach 1971–1981 członek Biura Politycznego KC PZPR. We wrześniu 1980 przeprowadzał na posiedzeniu Komitetu Centralnego PZPR formalną procedurę odwołania ze stanowiska I sekretarza KC Edwarda Gierka i powołania na to stanowisko Stanisława Kani. Na IX Nadzwyczajnym Zjeździe PZPR w lipcu 1981 nie został wybrany do Komitetu Centralnego partii, a w konsekwencji nie wszedł w skład Biura Politycznego. W październiku 1981 powołany przez plenum Komitetu Centralnego PZPR w skład Zespołu dla przygotowania naukowej syntezy dziejów polskiego ruchu robotniczego. Ponownie zasiadał w KC PZPR w latach 1986–1990. 
W 1972, zgodnie z umową zawartą przed zjednoczeniem PPS z PPR, według której stanowisko Przewodniczącego Rady Państwa miało być obsadzane przez PPS-owców, z inicjatywy Edwarda Gierka wybrany na przewodniczącego Rady Państwa (zajął miejsce Józefa Cyrankiewicza).
W okresie 1975–1976 był przewodniczącym Komisji Nadzwyczajnej dla przygotowania projektu ustawy o zmianie Konstytucji PRL. Zmiana ta polegała m.in. na wpisaniu do Konstytucji kierowniczej roli PZPR i sojuszu ze ZSRR. Odmówił wprowadzenia do projektu Konstytucji przepisów dotyczących ustanowienia funkcji Prezydenta PRL, którym miał zostać Edward Gierek.
W latach 1972–1976 był członkiem prezydium, a w latach 1976–1983 przewodniczącym Ogólnopolskiego Komitetu Frontu Jedności Narodu. W latach 1977–1984 był przewodniczącym Rady Naukowej Instytutu Podstawowych Problemów Marksizmu-Leninizmu. Od lat 60. wchodził w skład Zarządu Głównego, a w 1983 został mianowany prezesem Rady Naczelnej Związku Bojowników o Wolność i Demokrację (pełnił tę funkcję do marca 1990), w tym samym roku został też członkiem Rady Krajowej Patriotycznego Ruchu Odrodzenia Narodowego. Wieloletni przewodniczący Rady Głównej Przyjaciół Harcerstwa. W latach 1983–1989 członek Prezydium Krajowej Rady Towarzystwa Przyjaźni Polsko-Radzieckiej. W latach 1988–1990 przewodniczący Rady Fundacji dla Uniwersytetu Jagiellońskiego.
W latach 1978–1990 pełnił funkcję przewodniczącego Społecznego Komitetu Odnowy Zabytków Krakowa. W budżecie Rady Państwa; w okresie, w którym był jej przewodniczącym; stworzono stałą pozycję służącą odnowie zabytków Krakowa. W 1988 został honorowym obywatelem miasta Krakowa (w 1992 pozbawiony tego tytułu).
W 1985 ustąpił z funkcji przewodniczącego Rady Państwa, jego miejsce zajął gen. Wojciech Jaruzelski. Po oficjalnym zakończeniu stanu wojennego zaproponował awansowanie gen. Wojciecha Jaruzelskiego na stopień marszałka Polski (ten awansu nie przyjął). Po X Zjeździe PZPR w 1986 wszedł w skład Rady Redakcyjnej organu teoretycznego i politycznego KC PZPR „Nowe Drogi”. W latach 1986–1989 był członkiem Ogólnopolskiego Komitetu Grunwaldzkiego. W 1986 był przewodniczącym Komitetu Honorowego Encyklopedii Pamięci Narodowej.
W latach 70. i 80. stał na czele lub wchodził w skład szeregu innych komitetów honorowych i rocznicowych oraz obejmował protektorat nad obchodami jubileuszowymi instytucji kulturalnych i naukowych w całym kraju. Był m.in. członkiem Komitetu Honorowego i Komitetu Przygotowawczego, a od 1972 przewodniczącym Komitetu Honorowego Obchodów 500-lecia urodzin Mikołaja Kopernika. W 1978 objął protektorat nad obchodami jubileuszu 150-lecia Biblioteki Kórnickiej. W 1982 wszedł w skład Społecznego Komitetu Budowy Pomnika Wincentego Witosa w Warszawie, który został odsłonięty w 1985. 2 września 1982 na mocy decyzji Biura Politycznego KC PZPR wszedł w skład Komitetu Honorowego uroczystości żałobnych Władysława Gomułki. Był też przewodniczącym Ogólnopolskiego Komitetu Obchodów 300. Rocznicy Odsieczy Wiednia (1982–1983), przewodniczącym Ogólnopolskiego Komitetu Honorowego Obchodów 50. rocznicy Czynu Zbrojnego Dąbrowszczaków (1986) oraz przewodniczącym Komitetu Honorowego Obchodów 45. rocznicy Powstania w getcie warszawskim (1988). 28 listopada 1988 wszedł w skład Honorowego Komitetu Obchodów 40-lecia Kongresu Zjednoczeniowego PPR-PPS-powstania PZPR, któremu przewodniczył I sekretarz KC PZPR. 11 listopada 1988 wszedł w skład Honorowego Komitetu Obchodów 70. rocznicy Odzyskania Niepodległości przez Polskę, którego przewodnictwo objął I sekretarz KC PZPR Wojciech Jaruzelski.
W październiku 1988, z okazji 70-lecia Niepodległości oraz 45-lecia ludowego Wojska Polskiego, został awansowany uchwałą Rady Państwa do stopnia generała brygady w stanie spoczynku. Nominację wręczył mu w Belwederze I sekretarz KC PZPR, przewodniczący Rady Państwa PRL, gen. armii Wojciech Jaruzelski.
23 października 1996 Sejm uchwałą umorzył postępowanie w sprawie pociągnięcia do odpowiedzialności konstytucyjnej i karnej osób związanych z wprowadzeniem i realizacją stanu wojennego, w tym i Henryka Jabłońskiego.
Został pochowany 3 lutego 2003 na Cmentarzu Wojskowym na Powązkach w Warszawie (kwatera A3 tuje-2-9). List do uczestników uroczystości od prezydenta RP Aleksandra Kwaśniewskiego odczytała szefowa Kancelarii Prezydenta RP Jolanta Szymanek-Deresz.

## Życie prywatne
Był żonaty z Jadwigą z domu Wierzbicką, z którą miał córkę Elżbietę (ur. 1947) i syna Krzysztofa (ur. 1949).
Mieszkał w Warszawie przy ul. Klonowej 4 (w bezpośrednim sąsiedztwie Belwederu), a w ostatnich latach życia przy ul. Filtrowej 61.

## Działalność naukowa

### Stopnie naukowe
- doktor nauk historycznych – 1934
- doktor habilitowany – 1948

### Uczniowie
- Do grona uczniów Henryka Jabłońskiego należeli: Alfred Bloch, Jerzy Wojciech Borejsza, Leon Chajn, Andrzej Garlicki, Władysław Góra, Ludwik Hass, Gereon Iwański, Stanisława Kimlowska, Zenon Kmiecik, Tadeusz Kowalak, Stanisława Leblang, Józef Lewandowski, Zbigniew Marciniak, Maria Meglicka, Mieczysław Motas, Jerzy Myśliński, Andrzej Paczkowski, Edmund Pohojski, Henryk Przybylski, Bronisław Radlak, Barbara Ratyńska-Złotowska, Szymon Rudnicki, Eugeniusz Rudziński, Irena Spustek, Witold Stankiewicz, Piotr Stawecki, Bronisław Syzdek, Andrzej Ślisz, Jan Tomicki, Zofia Zaks czy Janina Żurawicka.

### Doktoraty honoris causa
- Moskiewski Uniwersytet Państwowy im. M.W. Łomonosowa – 1972
- Uniwersytet Loránda Eötvösa – 1972
- Wyższa Szkoła Ekonomiczna we Wrocławiu – 1972
- Uniwersytet Łódzki – 1975
- Uniwersytet Wrocławski – 1975
- Uniwersytet Jagielloński – 1980
- Wyższa Szkoła Pedagogiczna im. Komisji Edukacji Narodowej w Krakowie – 1985

### Członkostwo w Akademiach Nauk
- członek korespondencyjny PAN – 1952
- członek rzeczywisty PAN – 1956
- członek Akademii Rumuńskiej – 1965
- członek Czechosłowackiej Akademii Nauk – 1965
- członek zagraniczny Akademii Nauk ZSRR – 1966
- członek Mongolskiej Akademii Nauk – 1975
- członek korespondencyjny Meksykańskiej Akademii Historycznej – 1979

### Publikacje (wybór)
- Opinia, parlament, prasa. Wstęp do badań opinii publicznej w epoce rozkwitu kapitalizmu (1947)
- Polityka PPS w trakcie wojny 1914–1918 (1958)
- Narodziny Drugiej Rzeczypospolitej 1918–1919 (1962)

## Wybrane odznaczenia, wyróżnienia, tytuły honorowe i nagrody

### Polskie
- Order Budowniczych Polski Ludowej (1964)[35]
- Order Krzyża Grunwaldu III klasy (1946)[36]
- Order Sztandaru Pracy I klasy (1959)[37]
- Krzyż Wielki Orderu Odrodzenia Polski (1974)[38]
- Krzyż Oficerski Orderu Odrodzenia Polski (1946)[39]
- Złoty Krzyż Zasługi z Mieczami[21]
- Krzyż Czynu Bojowego Polskich Sił Zbrojnych na Zachodzie (1989)[40]
- Medal „Za udział w wojnie obronnej 1939” (1981)[41]
- Odznaka tytułu honorowego „Zasłużony Nauczyciel Polskiej Rzeczypospolitej Ludowej” (1979)[42]
- Medal 10-lecia Polski Ludowej
- Medal 30-lecia Polski Ludowej
- Medal 40-lecia Polski Ludowej
- Złoty Medal „Za zasługi dla obronności kraju”
- Srebrny Medal „Za zasługi dla obronności kraju”
- Brązowy Medal „Za zasługi dla obronności kraju”
- Medal Komisji Edukacji Narodowej
- Złota Odznaka „Zasłużony Pracownik Łączności” (1970)[43]
- Medal im. Ludwika Waryńskiego (1986)[44]
- Złote Odznaczenie im. Janka Krasickiego (1966)[45]
- Odznaka Honorowa Polskiego Czerwonego Krzyża I stopnia (1985)[46]
- Złoty Krzyż „Za Zasługi dla ZHP” (1978)[47]
- Honorowa odznaka Zrzeszenia Studentów Polskich (1962)[48]
- Złota odznaka Polskiego Towarzystwa Ekonomicznego (1965)[49]
- Złota odznaka Związku Nauczycielstwa Polskiego (1966)[50]
- Odznaka 1000-lecia Państwa Polskiego (1966)[51]
- Medal pamiątkowy „40-lecia PZPR” (1988)[52]
- Odznaka „Za Zasługi dla ZBoWiD”
- Złota odznaka Akademickiego Związku Sportowego (1968)[53]
- Odznaka honorowa Stowarzyszenia Bibliotekarzy Polskich (1968)[54]
- Złota honorowa odznaka Związku Zawodowego Chemików (1972)[55]
- Odznaka 20-lecia Zrzeszenia Studentów Polskich (1970)[56]
- Złota odznaka „Zasłużony Działacz Ochrony Przyrody” (1971)[57]
- Pamiątkowy Medal z okazji 40. rocznicy powstania Krajowej Rady Narodowej (1983)[58]
- Odznaka honorowa „Za zasługi dla Gdańska” (1960)[59]
- Złota Odznaka honorowa „Za Zasługi dla Warszawy” (1970)[60]
- Odznaka honorowa „Za zasługi w rozwoju województwa koszalińskiego” (1968)[61]
- Odznaka honorowa I stopnia „Za szczególne zasługi dla rozwoju województwa bydgoskiego” (1968)[62]
- Honorowy Tytuł Budowniczego Huty Katowice (1976)[63]
- Odznaka „Zasłużony dla Huty Katowice” (1978, nadana uchwałą Konferencji Samorządu Robotniczego Huty Katowice)[64]
- Specjalny medal pamiątkowy miasta Krakowa (nadany przez Prezydium Społecznego Komitetu Odnowy Zabytków Krakowa, 1985)[65]
- Medal im. Bolesława Rumińskiego (nadany przez Radę Główną Naczelnej Organizacji Technicznej, 1977)[66]
- Medal za Wybitne Zasługi dla Rozwoju Politechniki Wrocławskiej (1974)[67]
- Medal Akademii Techniczno-Rolniczej im. Jana i Jędrzeja Śniadeckich w Bydgoszczy (1977)[68]
- Medal 25-lecia UMCS „Nauka w służbie ludu” (1969)[69]
- Medal Polskiego Towarzystwa Geograficznego (1977)[70]
- Honorowy członek Polskiego Towarzystwa Historycznego (1974)[71]
- Honorowy członek Polskiego Czerwonego Krzyża (1979)[72]
- Honorowy członek Stowarzyszenia Archiwistów Polskich (1978)[73]
- Tytuł Honorowego Obywatela Miasta Kalisza (1978)[74]

### Zagraniczne
- Wielki Krzyż Orderu Rewolucji Majowej (Argentyna, 1974)[75]
- Wielka Gwiazda Odznaki Honorowej za Zasługi (Austria, 1975)[76]
- Wielka Wstęga Orderu Leopolda (Belgia, 1977)[77]
- Order Georgi Dimitrowa (Bułgaria, 1979)[78]
- Medal 90-lecia urodzin Georgi Dymitrowa (Bułgaria, 1972)[79]
- Medal 100-lecia urodzin Georgi Dymitrowa (Bułgaria, 1983)
- Medal „1300 lat Bułgarii” (Bułgaria)
- Wielki Łańcuch Orderu Lwa Białego (Czechosłowacja, 1973)[80]
- Order Lwa Białego IV klasy (Czechosłowacja, 1957)[81]
- Medal 50-lecia Komunistycznej Partii Czechosłowacji (Czechosłowacja, 1971)[82]
- Medal 30-lecia wyzwolenia Czechosłowacji przez Armię Radziecką (Czechosłowacja, 1975)[83]
- Medal „40 lat Wyzwolenia Czechosłowacji przez Armię Radziecką” (Czechosłowacja, 1985)
- Krzyż Wielki Orderu Legii Honorowej (Francja, 1975)[84]
- Krzyż Kombatanta-Ochotnika (Francja)[85]
- Order Dwóch Rzek I klasy (Irak)
- Order José Martí (Kuba, 1973)[86]
- Wielki Łańcuch Orderu Orła Azteckiego (Meksyk)
- Order Suche Batora (Mongolia, 1975)[87]
- Medal Przyjaźni (Mongolia, 1971)[88]
- Złoty Order „Gwiazda Przyjaźni między Narodami” (Niemcy Wschodnie, 1986)[89]
- Medal dla upamiętnienia 100. rocznicy urodzin Muhammada Ali Jinnah (Pakistan, 1976)[90]
- Wielki Łańcuch Orderu Henryka Żeglarza (Portugalia, 1976)[91]
- Order Umajjadów I klasy (Syria, 1973)[92]
- Krzyż Komandorski z Gwiazdą Republikańskiego Orderu Zasługi (Węgry, 1948)[93]
- Order Flagi (Węgry) I klasy (Węgry)
- Order Gwiazdy Rumuńskiej Republiki Ludowej I klasy ze Wstęgą (Rumunia, 1984)[94]
- Order Rewolucji Październikowej (Związek Radziecki, 1984)[94]
- Order Przyjaźni Narodów (Związek Radziecki, 1975)[95]
- Order „Znak Honoru” (Związek Radziecki, 1979)[96]
- Medal jubileuszowy „W upamiętnieniu 100-lecia urodzin Władimira Iljicza Lenina” (Związek Radziecki, 1970)[97]
- Medal jubileuszowy „Dwudziestolecia zwycięstwa w Wielkiej Wojnie Ojczyźnianej 1941–1945” (Związek Radziecki)
- Medal jubileuszowy „Trzydziestolecia zwycięstwa w Wielkiej Wojnie Ojczyźnianej 1941–1945” (Związek Radziecki, 1975)
- Medal jubileuszowy „Czterdziestolecia zwycięstwa w Wielkiej Wojnie Ojczyźnianej 1941–1945” (Związek Radziecki, 1985)[98]
- Medal jubileuszowy „60 lat Sił Zbrojnych ZSRR” (Związek Radziecki, 1978)
- Medal jubileuszowy „70 lat Sił Zbrojnych ZSRR” (Związek Radziecki, 1988)
- Odznaka honorowa Radzieckiego Komitetu Weteranów Wojny (Związek Radziecki, 1974)[99]
- Honorowy członek Klubu Rzymskiego (1985)[100]
- Pamiątkowy złoty medal Uniwersytetu Karola w Pradze (1973)[101]
- Złoty medal I stopnia Politechniki Czeskiej w Pradze (CVUT) (1973)[102]
- Medal im. Mikołaja Kopernika Czechosłowackiej Akademii Nauk (1973)[103]

### Nagrody
- Specjalna Nagroda Państwowa (1979)
- Nagroda Państwowa I stopnia (1964)
- Nagroda Państwowa II stopnia za całość pracy naukowej w dziedzinie historii najnowszej w okresie minionego dziesięciolecia (1955)[104]
- Honorowa Nagroda Kowadła Kuźnicy (1986)[105]
- Nagroda im. Ludwika Waryńskiego (1987) za tom Polityka Polskiej Partii Socjalistycznej w czasie wojny 1914–1918 (Zakład Naukowy Ossolińskich, 1986)[106]